# Videogiochi su PlayStation Network
Questa è una lista di videogiochi che possono essere scaricati via download tramite PlayStation Network.
La lista contiene i giochi originali usciti per una console PlayStation e versioni portate in seguito.

## PlayStation Network
| Titolo                                        | Prezzo       | Sviluppo                      | Distributore                   | Data di uscita    | Data di uscita    | Piattaforma originale                                                         | Contenuto file |
| --------------------------------------------- | ------------ | ----------------------------- | ------------------------------ | ----------------- | ----------------- | ----------------------------------------------------------------------------- | -------------- |
| Acceleration of Suguri X Edition              |              | Orange Juice                  | Rockin' Android                | 15 febbraio 2011  | 16 febbraio 2011  | PlayStation 3                                                                 |                |
| All-Star Fruit Racing                         | 14, 99 €     | 3DClouds                      | PQube                          | 21 agosto 2018    | 13 luglio 2018    | Windows                                                                       |                |
| Always Sometimes Monsters                     | 9, 99 €      | Vagabond Dog                  | Devolver Digital               | 10 ottobre 2017   | 13 luglio 2018    | Windows, macOS, Linux                                                         |                |
| Amy                                           |              | VectorCell                    | Lexis Numérique                | 17 gennaio 2012   | Non uscito        | PlayStation 3                                                                 |                |
| Ark Area                                      |              | UPL                           | HAMSTER Corporation            | Non uscito        | Non uscito        | Arcade                                                                        |                |
| A Short Hike                                  | 7, 99 €      | Adam Robinson-Yu              | Whirpool Limited               | 16 novembre 2021  | 16 novembre 2021  | Windows, macOS, Linux                                                         |                |
| Bionic Commando Rearmed                       |              | GRIN                          | Capcom                         | TBA 2008          | TBA 2008          | NES                                                                           |                |
| Blast Factor                                  |              | Bluepoint Games               | SCE                            | 17 novembre 2006  | 23 marzo 2007     | PlayStation 3                                                                 |                |
| California Games                              |              |                               | SCE                            | TBA 2008          | TBA 2008          | C64                                                                           |                |
| Calling All Cars!                             |              | Incog Inc.                    | SCE                            | 10 maggio 2007    | 22 giugno 2007    | PlayStation 3                                                                 |                |
| Caravan Stories                               |              | Aiming                        | Aiming                         | 10 settembre 2019 | 10 settembre 2019 | Android, iOS                                                                  |                |
| Cash Guns Chaos                               |              | SOE                           | SCE                            | 17 novembre 2006  | TBA 2008          | PlayStation 3                                                                 |                |
| Cat Quest                                     |              | The Gentlebros                | PQube                          | 14 novembre 2017  | 14 novembre 2017  | Android, iOS, macOS, Windows                                                  |                |
| Championship Sprint                           |              | SOE                           | SOE                            | TBA 2008          | 29 giugno 2007    | Arcade                                                                        |                |
| CID The Dummy                                 |              | Twelve Games                  | Oxygen Interactive Software    | 7 luglio 2009     | 17 aprile 2009    | PlayStation 3                                                                 |                |
| Claybook                                      |              | Second Order                  | Second Order                   | 31 agosto 2018    | 31 agosto 2018    | Windows                                                                       |                |
| Commando 3                                    |              | Backbone Entertainment        | Capcom                         | TBA 2008          | TBA 2008          | Arcade                                                                        |                |
| Cotton: Fantastic Night Dreams                |              | Success Corp                  | Success Corp                   | Non uscito        | Non uscito        | Arcade                                                                        |                |
| Crash Commando                                |              | EPOS game studios             | SCE                            | 18 dicembre 2008  | 18 dicembre 2008  | PlayStation 3                                                                 |                |
| Cyber Shadow                                  |              | Mechanical Head Studios       | Yatch Club Games               | 26 gennaio 2021   | 26 gennaio 2021   | Linux, macOS, Nintendo Switch, PlayStation 4, PlayStation 5, Xbox One Windows |                |
| Dark Mist                                     |              | Game Republic                 | SCE                            | TBA 2008          | TBA 2008          | PS3                                                                           |                |
| DeathSpank                                    |              | Hothead Games                 | EA                             | 13 luglio 2010    | 14 luglio 2010    | PlayStation 3 e Xbox Live                                                     |                |
| Destruction AllStars                          |              | Lucid Games                   | Sony Interactive Entertainment | 2 febbraio 2021   | 2 febbraio 2021   | PlayStation 5                                                                 |                |
| Descenders                                    |              | RageSquid                     | No More Robots                 | 25 agosto 2020    | 25 agosto 2020    | Windows, macOS e Linux                                                        |                |
| Echochrome                                    |              | SCE                           | SCE                            | TBA 2008          | TBA 2008          | PS3                                                                           |                |
| Elefunk                                       |              | 8bit Games                    | SCE                            | TBA 2008          | TBA 2008          | PS3                                                                           |                |
| Erica                                         | 9, 99 €      | Flavourworks                  | SCE                            | 19 agosto 2019    | 19 agosto 2019    | PlayStation 4                                                                 |                |
| Everyday Shooter                              |              | Queasy Games                  | SCE                            | 11 ottobre 2007   | 14 febbraio 2008  | PS3                                                                           |                |
| Explodemon                                    |              | Curve Studios                 | Curve Studios                  | 8 febbraio 2011   | 9 marzo 2011      | PlayStation 3                                                                 |                |
| Feel Ski                                      |              | Yuke's                        | SCE                            | 4 ottobre 2007    | 1º novembre 2007  | PS3                                                                           |                |
| flOw                                          |              | thatgamecompany               | SCE                            | 22 febbraio 2007  | 30 marzo 2007     | Flash                                                                         |                |
| Flower                                        |              | thatgamecompany               | SCE                            | 15 novembre 2013  | 11 novembre 2013  | PlayStation 3                                                                 | 627MB          |
| Forager                                       | 19, 99 €     | HopFrog                       | Humble Bundle                  | 30 luglio 2019    | 30 luglio 2019    | Windows, Linux                                                                |                |
| The Forgotten City                            | 29, 99 €     | Modern Storyteller            | PLUG IN DIGITAL                | 28 luglio 2021    | 28 luglio 2021    | PlayStation 4, PlayStation 5, Windows, Xbox One                               |                |
| Frisky Business                               |              | KBros Games                   | Digerati Distribution          | 1 agosto 2017     | 2 agosto 2017     | Windows, macOS                                                                |                |
| Gauntlet II                                   |              | SOE                           | SOE                            | 3 maggio 2007     | 29 giugno 2007    | Arcade                                                                        |                |
| Go! Sudoku                                    |              | Sumo Digital                  | SCE                            | 7 dicembre 2006   | 24 aprile 2007    | PlayStation 3                                                                 |                |
| Go! Puzzle                                    |              | Sumo Digital                  | SCE                            | 14 giugno 2007    | 1º giugno 2007    | PlayStation 3                                                                 |                |
| Gran Turismo 5 Prologue                       |              | Polyphony Digital             | SCE                            | TBA 2008          | TBA 2008          | PlayStation 3                                                                 |                |
| Gran Turismo HD                               | Gratuito     | Polyphony Digital             | SCE                            | 24 dicembre 2006  | 23 marzo 2007     | PlayStation 3                                                                 |                |
| GripShift                                     |              | Sidhe Interactive             | SOE                            | 4 gennaio 2007    | 23 marzo 2007     | PlayStation Portable                                                          |                |
| Hand of Fate                                  |              | Defiant Development           | Defiant Development            | 17 febbraio 2015  | 18 febbraio 2015  | Windows, macOS e Linux                                                        |                |
| Haven                                         |              | The Game Bakers               | The Game Bakers                | 3 dicembre 2020   | 3 dicembre 2020   | PlayStation 4, PlayStation 5, Windows e Xbox One                              |                |
| High Stakes on the Vegas Strip: Poker Edition |              | SOE                           | SOE                            | 13 settembre 2007 | 14 dicembre 2007  | PlayStation 3                                                                 |                |
| High Velocity Bowling                         |              | SCE                           | SCE                            | 6 dicembre 2007   | TBA 2008          | PlayStation 3                                                                 | 514 MB         |
| House Flipper                                 |              | Empyrean Games, Red Dot Games | Frozen Distric, PlayWay        | 25 febbraio 2020  | 25 febbraio 2020  | Windows e macOS                                                               |                |
| Joust                                         |              | SOE                           | SOE                            | 24 maggio 2007    | 15 giugno 2007    | Arcade                                                                        |                |
| Kart Attack                                   |              | Blimey! Games                 | SCE                            | TBA 2008          | TBA 2008          | PlayStation 3                                                                 |                |
| Kero Blaster                                  | 11, 99 €     | Studio Pixel                  | Playsim                        | 11 aprile 2017    | 11 aprile 2017    | Windows, iOS                                                                  |                |
| Knockout City                                 | Free-to-play | Velan Studios                 | Electronic Arts                | 21 maggio 2021    | 2 novembre 2021   | Nintendo Switch, PlayStation 4, Xbox One, Windows                             |                |
| Lemmings                                      |              | Team17                        | SCE                            | 7 dicembre 2006   | 23 marzo 2007     | Amiga                                                                         |                |
| LittleBigPlanet                               |              | Media Molecule                | SCE                            | TBA 2008          | TBA 2008          | PlayStation 3                                                                 |                |
| LocoRoco Cocoreccho!                          |              | SCEJ                          | SCE                            | 20 settembre 2007 | 20 settembre 2007 | PlayStation 3                                                                 |                |
| Mortal Kombat II                              |              | SOE                           | SOE                            | 12 aprile 2007    | 8 giugno 2007     | Arcade                                                                        |                |
| Nucleus                                       |              | Kuju Entertainment            | Kuju Entertainment             | 18 maggio 2007    | 12 luglio 2007    | Arcade                                                                        |                |
| Pain                                          |              | Idol Minds                    | SCE                            | 29 novembre 2007  | TBA 2008          | PlayStation 3                                                                 |                |
| PixelJunk Eden                                |              | Q-Games                       | SCE                            | TBA 2008          | TBA 2008          | PlayStation 3                                                                 |                |
| PixelJunk Monsters                            |              | Q-Games                       | SCE                            | 24 gennaio 2008   | 24 gennaio 2008   | PlayStation 3                                                                 | 59.3 MB        |
| PixelJunk Racers                              |              | Q-Games                       | SCE                            | 13 settembre 2007 | 25 ottobre 2007   | PlayStation 3                                                                 |                |
| Piyotama                                      |              | JAPAN Studios                 | SCE                            | 9 agosto 2007     | 14 dicembre 2007  | PlayStation 3                                                                 |                |
| Q*bert                                        |              | SOE                           | SOE                            | 22 febbraio 2008  | 27 aprile 2007    | Arcade                                                                        |                |
| Rainbow Moon                                  |              | SideQuest Studios             | Eastasiasoft Limited           | 4 luglio 2013     | 4 luglio 2013     | PS3                                                                           |                |
| Rampage World Tour                            |              | SOE                           | SOE                            | 17 maggio 2007    | 22 giugno 2007    | Arcade                                                                        |                |
| Rampart                                       |              | SOE                           | SOE                            | 10 maggio 2007    | 15 giugno 2007    | Arcade                                                                        |                |
| Rat Race                                      |              | Super-Ego Games               | SCE                            | TBA 2008          | TBA 2008          | PlayStation 3                                                                 |                |
| Rocketmen: Axis Of Evil                       |              | Capcom                        | Capcom                         | TBA 2008          | TBA 2008          | Arcade                                                                        |                |
| Sky Diving                                    |              | Lightweight                   | SCE                            | 7 febbraio 2008   | 7 febbraio 2008   | PlayStation 3                                                                 |                |
| Slam Bolt Scrappers                           |              | Fire Hose Games               | SCE                            | 15 marzo 2011     | 16 marzo 2011     | PlayStation 3                                                                 |                |
| Snakeball                                     |              |                               | SCE                            | 20 dicembre 2007  | 21 febbraio 2008  | PS3                                                                           | 76.9 MB        |
| SOCOM Confrontation                           |              | Slant Six Games               | SCE                            | TBA 2008          | TBA 2008          | PlayStation 3                                                                 |                |
| Söldner-X: Himmelsstürmer                     |              | eastasiasoft                  | SCE                            | TBA 2008          | TBA 2008          | PlayStation 3                                                                 |                |
| Sonic the Hedgehog 4 Episodio 1               |              | Sonic Team, Dimps             | SEGA                           | 12 ottobre 2010   | 13 ottobre 2010   | PlayStation 3                                                                 |                |
| Sonic the Hedgehog 4 Episodio 2               |              | Sonic Team, Dimps             | SEGA                           | 15 maggio 2012    | 16 maggio 2012    | PlayStation 3                                                                 |                |
| Super Rub 'a' Dub                             |              | Sumo Digital                  | SCE                            | 3 maggio 2007     | 5 aprile 2007     | PlayStation 3                                                                 |                |
| Super Stardust HD                             |              | Housemarque                   | SCE                            | 28 giugno 2007    | 29 giugno 2007    | Amiga                                                                         | 148 MB         |
| Super Puzzle Fighter II Turbo HD Remix        |              | Capcom                        | Capcom                         | 30 agosto 2007    | TBA 2007          | Arcade                                                                        |                |
| Talisman                                      |              | Big Rooster                   | Capcom                         | TBA 2008          | TBA 2008          | PlayStation 3 e Xbox Live                                                     |                |
| Tekken 5: Dark Resurrection                   |              | Namco                         | Namco                          | 1º marzo 2007     | 23 marzo 2007     | Arcade                                                                        |                |
| Toy Home                                      |              | Game Republic                 | SCE                            | 20 dicembre 2007  | 20 dicembre 2007  | PlayStation 3                                                                 | 629 MB         |
| Warhawk                                       |              | Incognito Entertainment       | SCE                            | 28 agosto 2007    | 30 agosto 2007    | PlayStation 3                                                                 |                |
| Wipeout HD                                    |              | SCE                           | SCE                            | TBA 2008          | TBA 2008          | PlayStation 3                                                                 |                |

## PSN PlayStation Eye Download Giochi
| Titolo                     | Prezzo | Sviluppo | Distributore | Data di uscita   | Data di uscita  | Piattaforma originale | Contenuto file |
| -------------------------- | ------ | -------- | ------------ | ---------------- | --------------- | --------------------- | -------------- |
| Aquatopia                  |        | SCE      | SCE          | 20 novembre 2007 | 25 ottobre 2007 | PlayStation 3         |                |
| Mesmerize : Distort        |        | SCE      | SCE          | 20 dicembre 2007 | 25 ottobre 2007 | PlayStation 3         |                |
| Operation Creature Feature |        | SCE      | SCE          | 20 novembre 2007 | 25 ottobre 2007 | PlayStation 3         |                |
| The Trials of Topoq        |        | SCE      | SCE          | 20 dicembre 2007 | 25 ottobre 2007 | PlayStation 3         |                |

## PlayStation Network PSP Downloads Giochi solo per PSP
| Titolo                                | Prezzo | Sviluppo             | Distributore | Data di uscita   | Data di uscita   | Piattaforma originale | Contenuto file |
| ------------------------------------- | ------ | -------------------- | ------------ | ---------------- | ---------------- | --------------------- | -------------- |
| Ape Quest                             |        | SCE                  | SCE          | 20 novembre 2007 | TBA 2008         | PSP                   |                |
| B-Boy                                 |        | SCE                  | SCE          | TBA 2008         | 20 novembre 2007 | PSP                   |                |
| Beats                                 |        | SCE London Studio    | SCE          | 6 dicembre 2007  | 20 novembre 2007 | PSP                   |                |
| Fired Up                              |        | SCE London Studio    | SCE          | TBA 2008         | 20 novembre 2007 | PSP                   |                |
| flOw                                  |        | SuperVillain Studios | SCE          | 6 marzo 2008     | TBA 2008         | PSP                   |                |
| Gangs of London                       |        | SCE Soho Studio      | SCE          | 20 novembre 2007 | TBA 2008         | PSP                   |                |
| Go! Puzzle                            |        | Zoonami              | SCE          | TBA 2008         | 20 novembre 2007 | PSP                   |                |
| Go! Sudoku                            |        | Sumo Digital         | SCE          | TBA 2008         | 20 novembre 2007 | PSP                   |                |
| SOCOM: U.S. Navy SEALs Fireteam Bravo |        | Zipper Interactive   | SCE          | 20 dicembre 2007 | TBA 2008         | PSP                   |                |
| Syphon Filter: Combat Ops             |        | Sony Bend            | SCE          | 20 novembre 2007 | 24 gennaio 2008  | PSP                   |                |
| Wipeout Pure                          |        | SCE Studio Liverpool | SCE          | 20 novembre 2007 | TBA 2008         | PSP                   |                |

## PlayStation Network PSone Giochi Downloads solo per PS3/PSP
| Titolo                             | Prezzo | Sviluppo                         | Distributore    | Data di uscita   | Data di uscita   | Piattaforma originale | Contenuto file |
| ---------------------------------- | ------ | -------------------------------- | --------------- | ---------------- | ---------------- | --------------------- | -------------- |
| A Bug's Life                       |        | Disney Interactive Studios       | Leader S.p.A.   |                  | 8 ottobre 2009   | PlayStation           |                |
| 2 Xtreme                           |        | Sony Interactive Studios America | SCE             | 8 febbraio 2007  |                  | PlayStation           |                |
| Bust a Groove                      |        | Metro Graphics                   | SCE             |                  | TBA 2008         | PlayStation           |                |
| Castlevania: Symphony of the Night |        | Konami                           | Konami          | 19 luglio 2007   |                  | PlayStation           |                |
| Colony Wars                        |        | Psygnosis                        | Psygnosis       | TBA 2008         |                  | PlayStation           |                |
| Cool Boarders                      |        | 989 Studios                      | SCE             | 4 dicembre 2006  | 8 novembre 2007  | PlayStation           |                |
| Crash Bandicoot                    |        | Naughty Dog                      | SCE             | 4 dicembre 2006  | 22 giugno 2007   | PlayStation           |                |
| Crash Bandicoot 2                  |        | Naughty Dog                      | SCE             | 10 gennaio 2008  | 2 febbraio 2011  | PlayStation           |                |
| Crash Bandicoot 3                  |        | Naughty Dog                      | SCE             | 7 febbraio 2008  | 23 ottobre 2008  | PlayStation           |                |
| Crash Team Racing                  |        | Naughty Dog                      | SCE             |                  | 18 ottobre 2007  | PlayStation           |                |
| Destruction Derby                  |        | Reflections Interactive          | SCE             | 15 febbraio 2007 | 29 novembre 2007 | PlayStation           |                |
| Everybody's Golf 2                 |        | Clap Hanz                        | SCE             | 4 dicembre 2006  | 18 ottobre 2007  | PlayStation           |                |
| Fade to Black                      |        | Delphine Software International  | Electronic Arts | TBA 2008         | 31 gennaio 2008  | PlayStation           |                |
| G-Police                           |        | Psygnosis Wheelhaus              | Psygnosis       |                  | 22 novembre 2007 | PlayStation           |                |
| Jet Moto                           |        | Singletrac                       | SCE             | 1º febbraio 2007 |                  | PlayStation           |                |
| Judge Dreed                        |        |                                  | SCE             | 24 gennaio 2008  | 24 gennaio 2008  | PlayStation           |                |
| Jumping Flash!                     |        | Exact                            | SCE             | 4 gennaio 2007   | 22 giugno 2007   | PlayStation           |                |